# Vostok-K

O Vostok-K.

Vostok-K foi um foguete-transportador usado pela União Soviética para realizar treze lançamentos ao espaço, entre 1960 e 1964, seis deles tripulados. Era um foguete derivado do Vostok-L, que realizou os primeiros testes não-tripulados do programa Vostok soviético, mas com motores mais poderosos para melhorar o rendimento e com uma maior capacidade de carga.
O foguete fez seu voo inaugural em 22 de dezembro de 1960, três semanas após a aposentadoria do tipo L. O terceiro estágio do foguete falhou 425 segundos após o lançamento e a carga, um satélite Korabl-Sputnik, não conseguiu atingir a órbita. A sonda foi recuperada após pousar de pára-quedas e os dois cães-cobaia em seu interior foram resgatados intactos.
Em 12 de abril de 1961, o foguete foi usado para lançar ao espaço a nave Vostok 1, levando em seu interior o cosmonauta Yuri Gagarin, o primeiro homem a ir ao espaço. Todas as seis missões tripuladas do programa Vostok foram lançadas usando-se o Vostok-K. Além de utilizado para lançar as naves triupladas e não-tripuladas do programa Vostok, o foguete também foi responsável por lançar quatro satélites Elektron e os dois primeiros satélites de reconhecimento Zenit.
O último lançamento foi em 10 de julho de 1964, com um par de satélites Elektron. Logo depois ele foi substituído pelos mais potentes Vostok-2 e Voskhod.